# Leo Huberman
Leo Huberman (ur. 17 października 1903 w Newark, stan New Jersey, zm. 9 listopada 1968) – amerykański ekonomista marksistowski i działacz socjalistyczny, współzałożyciel (wraz z Paulem M. Sweezym) czasopisma "Monthly Review".

## W języku polskim
- Anatomia rewolucji kubańskiej (oryg. Cuba. Anatomy of a Revolution; razem z Paulem M. Sweezym), wyd. Książka i Wiedza 1961;
- Z czego żyje ludzkość?, wyd. Państwowe Wydawnictwo Ekonomiczne 1963.